# Hunanlar
Hunanlar, Girzan (ryska: Кирзан, azerbajdzjanska: Kirzan) är en ort i Azerbajdzjan.   Den ligger i distriktet Tovuz Rayonu, i den västra delen av landet, 400 km väster om huvudstaden Baku. Girzan ligger 180 meter över havet och antalet invånare är 1 674.
Terrängen runt Girzan är platt åt sydväst, men åt nordost är den kuperad. Girzan ligger nere i en dal.  Närmaste större samhälle är Qovlar, 13,7 km söder om Girzan. 